# Kalkoma cynedrida
Kalkoma cynedrida är en fjärilsart som beskrevs av William Schaus 1923. Kalkoma cynedrida ingår i släktet Kalkoma och familjen tandspinnare. Inga underarter finns listade i Catalogue of Life.